# Tajynscha
Tajynscha (russisch und kasachisch Тайынша) ist eine Stadt im Norden Kasachstans. Sie ist kulturelles und wirtschaftliches Zentrum des Rajons (Audan) Tajynscha im Gebiet Nordkasachstan, etwa 120 km südlich der Gebietshauptstadt Petropawl.

## Geschichte
Nachdem der Taintscha (russisch Тайнча) genannte Ort bereits zuvor Siedlung städtischen Typs geworden war, erhielt er 1962 die Stadtrechte unter dem Namen Krasnoarmeisk (Красноармейск; von Krasnaja Armija für Rote Armee). Am 2. Mai 1997 wurde die Stadt aufgrund eines Erlasses des kasachischen Präsidenten Nursultan Nasarbajew von Krasnoarmeisk in Tajynscha zurückbenannt, in der kasachischen Form des Namens. 2007 wurde die Fabrik „Биохим“ (Biochim) zur Herstellung von Bioethanol errichtet.
Bis in die 1990er-Jahre hinein lebten viele Polen und Deutsche, oft ehemalige Krimdeutsche, in Tajynscha.

## Bevölkerungsentwicklung
| Einwohnerentwicklung | Einwohnerentwicklung | Einwohnerentwicklung | Einwohnerentwicklung | Einwohnerentwicklung | Einwohnerentwicklung |
| 1959                 | 1970                 | 1979                 | 1989                 | 1999                 | 2009                 |
| -------------------- | -------------------- | -------------------- | -------------------- | -------------------- | -------------------- |
| 10.028               | 16.906               | 15.425               | 16.083               | 13.233               | 12.418               |

Anmerkung: Volkszählungsdaten

## Söhne und Töchter der Stadt
- Dimitrij Nazarov (* 1990), aserbaidschanisch-deutscher Fußballspieler